# Parentela (programa de televisión)
Parentela fue un programa televisivo humorístico uruguayo que se emitió por Monte Carlo TV. Se estrenó el 10 de julio del 2015 y finalizó el 18 de septiembre del mismo año Contó con una temporada de 11 episodios. Fue presentado por Manuela da Silveira, y contó con la participacíon de Néstor Guzzini, Luciana Acuña, Piero Dattole y Danna Liberman.
En cada programa hubo un invitado especial; en el primero tuvieron como entrevistado invitado a Ruben Rada;

## Equipo
| Nombre              | Rol                       |
| ------------------- | ------------------------- |
| Manuela da Silveira | Ella misma (presentadora) |
| Néstor Guzzini      | Giacomo Parentela         |
| Luciana Acuña       | Grace Parentela           |
| Piero Dattole       | Pancho Parentela          |
| Danna Liberman      | Elena Parente             |

## Premios y nominaciones
| Año  | Premio       | Categoría                 | Dirigido            | Resultado |
| 2016 | Premios Iris | Mejor Conducción Femenina | Manuela Da Silveira | Nominada  |